# Flatomorpha inclusa
Flatomorpha inclusa är en insektsart som beskrevs av Melichar 1902. Flatomorpha inclusa ingår i släktet Flatomorpha och familjen Flatidae. Inga underarter finns listade i Catalogue of Life.